# Društvo arhitektov Ljubljane
Društvo arhitektov Ljubljane (DAL), tudi Društvo arhitektov Ljubljana, je združenje inženirjev arhitektov in je član ter pooblaščenec Zveze društev arhitektov Slovenije, katerega skrb je predvsem poglabljanje strokovno-umetniškega odmeva arhitekture v stroki in širši javnosti, ki jo seznanja z najnovejšimi opaznejšimi deli svojih članov.
Leta 2006 je društvo za 5 let prejelo status društva, ki deluje v javnem interesu, 26. julija 2011 pa mu je Ministrstvo za  visoko šolstvo, znanost in tehnologijo Republike Slovenije z odločbo št. 0142-59/2011/3 ta status podelilo trajno. 
Društvo prireja pregledne razstave o delih svojih članov. Sprva so potekale na le dve leti; od 2013 sodelujejo tudi študentje Fakultete za arhitekuro:
- Arhitektura inventura 2008-2010, Velika sprejemna dvorana CZ, 14. 2.-13. 3. 2010[2]
- Arhitektura inventura 2010-2012, Velika sprejemna dvorana CZ, 13. 2.-5. 3. 2013[3]
- Arhitektura inventura 2012-2014, Velika sprejemna dvorana CZ, 11. 2.-15. 3. 2014
- Arhitektura inventura 2012-2015, Velika sprejemna dvorana CZ, 12. 2.-15. 3. 2015[4]